# Unsraw
UnsraW (アンスロウ ansurō) är ett japanskt metalband bildat 2006.

## Bandmedlemmar
Senaste medlemmar
- Yuuki (勇企) – sång, piano, programmering (2006–2011)
- Madoka (円) – gitarr (2010–2011)
- Tetsu (哲) – gitarr (2006–2011)
- Jin (迅) – basgitarr (2009–2011)
- Shou (匠) – trummor (2006–2011)

Tidigare medlemmar
- Jun (准) – basgitarr (2006–2009)
- Rai (礼) – gitarr (2006–2010)

## Diskografi

### Studioalbum
- Spiral Circle -Complete- (24 januari 2007)

### EP
- Spiral Circle (20 december 2006)
- Calling (28 mars 2007)
- Abel (29 augusti 2007)
- Kein (26 september 2007)
- Guilty (21 april 2010)

### Singlar
- "-9-" (30 augusti 2006)
- "Gate of Death" (25 oktober 2006)
- "Lustful Days" (27 juni 2007)
- "Reborn" (23 september 2009)
- "Kleza in Utero" (19 november 2010)
- "Kleza in Marsh" (21 december 2010)
- "Kleza in Red Clay" (16 januari 2011)

### Samlingsalbum
- Abel/Kein (26 september 2007)

### DVD
- Screaming Birthday (27 juni 2007)
- Gate of Birth (Januari 2013)